# Czesław Lang
Czesław Lang, född 17 maj 1955 i Kołczygłowy, är en tidigare tävlingscyklist från Polen.
Han tävlade för Polen under de olympiska sommarspelen 1980 i Moskva och han tog silvermedaljen i cykellinjeloppet bakom Sergej Suchorutjenkov.

## Karriär
Czesław Lang slutade på andra plats i de polska nationsmästerskapen för elitcyklister 1975 bakom Jan Jankiewicz. Året därpå tog han silverplatsen i de polska nationsmästerskapen för amatörcyklister. Han vann GP Ostrowca Swietokrzyskiego under året och tillsammans med det polska laget tog han bronsmedaljen i världsmästerskapens lagtempolopp bakom Ryssland och Italien.
Czesław Lang vann Tour du Vaucluse 1979. Med det polska laget tog han silvermedalj i världsmästerskapens lagtempolopp bakom Tyskland. Han körde bra på flera etapper i Fredsloppet och Tour de l'Avenir samma år.
Under säsongen 1980 vann polacken Settimana Ciclista Lombarda, Polen runt, nationsmästerskapens lagtempolopp och Hill Climb Championship. Under året tog han också silvermedaljen i linjeloppet under de olympiska sommarspelen 1980 i Moskva. Han slutade också trea på prologen av Milk Race och på etapp 11a av Tour de l'Avenir.
Polacken vann Malopolski Wyscig Gorski under 1981 och inför 1982 lämnade han amatörcykling för att i stället börja tävla med de professionella cyklisterna. Under sitt första år som professionell slutade han trea på Giro d'Italias ungdomstävling bakom Marco Groppo och Laurent Fignon.
Under säsongen 1983 vann han prologen på Tirreno-Adriatico. Året därpå vann han etapp 3 under Giro d'Italia, ett lagtempolopp som han vann tillsammans med sitt Del Tongo-stall som bestod av Giuseppe Saronni, Flavio Giupponi, Francesco Cesarini, Lech Piasecki, Maurizio Piovani, Luciano Loro, Roberto Ceruti och Silvestro Milani. Czesław Lang slutade också tvåa i Tour de l'Aude bakom Jean-Luc Vandenbroucke.
Czesław Lang vann prologen av Romandiet runt 1987. Under Tirreno-Adriatico slutade han tvåa på etapp 6 bakom dansken Rolf Sørensen. Tillsammans med tysken Rolf Gölz slutade Czesław Lang trea på Trofeo Baracchi. Under Trofeo Baracchi 1988 tävlade Czesław Lang tillsammans med sin lagkamrat och landsman Lech Piasecki och de lyckades segra i tävlingen. Under året vann Czesław Lang också etapp 3b på Katalonien runt.
Czesław Lang deltog i Tour de France 1984 och Tour de France 1987, men han avslutade bara tävlingen 1984 då han slutade på en 93:e placering.

## Stall
- 1982-1983 Gis Gelati
- 1984-1985 Carrera-Inoxpran
- 1986-1988 Del Tongo
- 1989 Malvor-Sidi